# Новозеландски кереру голуб
Кереру голуб (Hemiphaga novaeseelandiae) или новозеландски голуб је врста голуба пореклом са Новог Зеланда. Јохан Фридрих Гмелин је ову птицу 1789. године описао као „великог, упадљивог голуба, величине до 50cm и масе од око 550-850g, са белим грудима и зелено-плавим перјем”. Једна од две подврсте - Норфолшки, са острва Норфолк, је изумро почетком 20. века. 
Живе у разним стаништима на Новом Зеланду, хране се воћем, лишћем, пупољцима и цвећем.
Широко су распрострањени у шумама и урбаним стаништима, али њихов број значајно опадају још од Европске колонизације и доласка сисара као што су пацови, ласице и опосуми. Међутим, резултати истраживања показују да је дошло до опоравка популације кереру голубова у приградским подручјима.
Упркос томе, од 2021. године, Црвена листа МУЗП ову врсту класификује као "потенцијално угрожену", а DOC је не класификује као угрожену, већ као „зависну од заштите”.
Кереру се сматра културним благом народа Маора и дуго је у њиховој култури био главни извор хране, али је због смањења његове популације лов сада илегалан. Дозвољења употреба кереруа је ограничена на употребу перја и костију добијених од већ мртвих птица које је прикупио DOC. Неки људи су се противили овој забрани, јер сматрају да је она штетна по традицију Маора. 
Новозеландска организација Forest & Bird је 2018. године, кереруа прогласила за птицу године.
2019. године, звезда HD 137388 је названа "Kererū" по овом голубу.
- Кереру голуб
- Истребљени норфолшки голуб
- Новозеландски голуб

## Таксономија и именовање

### Историја
Енглески орнитолог Џон Летам писао је о кереруу у свом "Општем синопсису птица" 1783. године, али му није дао научно име.
Немачки природњак Јохан Фридрих Гмелин дао му је први формални опис 1789. године, сврставајући га у род Columba под именом C. novaeseelandiae.
Летам ову птицу назива Columba zealandica у свом делу Index Ornithologicus 1790. године.
Род Hemiphaga је увео француски природњак Шарл Лисјен Бонапарта 1854. године са кереру (Hemiphaga novaeseelandiae) као типском врстом за тај род.

### Подврсте
2001. године је предложено да трећа врста (H. n. chathamensis) треба да буде сматрана посебном врстом, на основу њеног различитог перја, веће величине и другачије структуре костију. Ово је касније прихваћено. ДНК анализа је потврдила да је кереру голуб више повезан са Норфолшким голубом него са овом врстом. 

### Уобичајени назив
Међународна унија орнитолога (IOC) је прогласила да је званични назив за кереруа „новозеландски голуб”.
Још нека употребљивана имена су: kūkupa, kūkū, hagarrèroo

## Изглед
Кереру је велики голуб тежине 550-850g и до 50cm дужине, са распоном крила од око 75cm. Као и типичан голуб, има релативно малу главу, раван, мекани кљун и лабаво причвршћено перје. Глава, врат и горњи део груди су тамнозелени са златно-бронзаним деловима, док су потиљак и горњи део леђа љубичасти са бакарним сјајем, који прелазе у сиво-зелену боју на доњем делу леђа и на крилима. Реп је тамно браон са зеленим праменовима и бледом ивицом. Кљун је црвене боје са наранџастим врхом, стопала су тамноцрвена, а очи црвене. Младунци су блеђи.
- Младунци кереруа су блеђи

###### Друге особине:
Кереру голубови повремено тихо гугучу, а њихова крила производе карактеристичан звук током лета.

## Исхрана
Кереру се храни плодовима, али и лишћем, цвећем и пупољцима.
Повремено се храни и лишћем богатим азотом.
Његова исхрана се мења у зависности од тренутне доступности воћа, када се храни лишћем, укључујући врбу и брест.
Због своје разноврсне исхране и велике распрострањености, овај голуб има велики еколошки значај.
Када једе, ова птица неко време проводи на сунцу док вари храну, што може да изазове ферментацију воћа, поготово за време лета, након чега птице постају "опијене".

## Размножавање и животни век
Кереру је моногаман. Сматра се да се парови размножавају током више сезона и остају заједно док се не размножавају. Размножаване зависи од доступности зрелог воћа, које варира сезонски и по локацији. Не размножавају се током митарења, које се обично дешава између марта и маја. На југу расте мање суптропских врста дрвећа, а у овим областима се размножавање дешава између октобра и априла, а и тада зависи од доступности воћа.
Кереру се гнезди у крошњама дрвећа и жбуња између 1,8 и 9,1m висине.
Јаје је димензија 49x33mm. Инкубира се 28-29 дана, а мужјак и женка се смењују у инкубирању у сменама од 6 сати.
Перје се појављује између 5. и 8. дана.
Ако има довољно воћа, кереру може успешно да се гнезди и до 4 пута. 
Кереру живи 15-25 година.

## Чување
Кереру су били бројни до 1960-их, али су од тада били угрожени увезеним врстама сисара, ловом, уништењем станишта и слабим репродуктивним успехом. Опосуми и пацови значајно смањују количину воћа доступног за кереруа, а такође плене кереру јаја и гнезда.
Норфолшки голуб је последњи пут виђен 1900. године. Лов је вероватно био главни узрок изумирања.
Законом о заштити дивљих птица из 1864. установљена је сезона лова за ову врсту од априла до јула. Закон о заштити животиња 1921–1922, означио је кереруа као апсолутно заштићену врсту, иако забрана лова није била потпуно спроведена. Архивирано на веб-сајту  (19. фебруар 2021) Овај акт је укинут и замењен Законом о дивљим животињама из 1953. године, који је потврдио статус кереруа као заштићене врсте и забранио свако хватање птица. За спровођење овог закона покренута су кривична гоњења. Маори су протестовали због сваке од ових измена закона, тражећи традиционално право на лов на голуба.

Новозеландски голубови су такође подложни повредама или смрти као резултат судара са возилима.
- Знак који подстиче новозеландске возаче да возе спорије у близини кереруа

## Однос са људима
Традиционално коришћен и за месо и за перје, кереру се сматра културним благом Маора. Кереру чини важан део њиховог културног идентитета.
Замка је била најчешћи метод хватања кереруа; ређе, птице су пробијане копљем.